# خانه شیشه‌ای (فیلم ۲۰۰۱)
خانهٔ شیشه‌ای (انگلیسی: The Glass House) فیلمی در ژانر معمایی، جنایی، و درام است که در سال ۲۰۰۱ منتشر شد.

## داستان
پس از آن‌که پدر و مادرشان در یک سانحهٔ رانندگی کشته می‌شوند، «روبی بیکر» ۱۶ ساله و برادر ۱۱ ساله‌اش «رت» تحت سرپرستی قانونی دوستان خانوادگی و همسایگان پیشین‌شان، زوجی به نام دکتر «ارین گلس» و «ترنس» ملقب به «تری گلس» قرار می‌گیرند. ارین پزشکی خوش‌نام است و تری یک نمایشگاه ماشین‌های لوکس را اداره می‌کند. آن‌ها در خانه‌ای شیشه‌ای و بزرگ در مالیبو، کالیفرنیا زندگی می‌کنند.
خواهر و برادر از مدرسهٔ خصوصی به یک مدرسهٔ دولتی در میانهٔ سال تحصیلی منتقل می‌شوند. روبی از اشاره‌های جنسی تری و رانندگی بی‌احتیاط او هنگام تنها بودن با او احساس ناراحتی دارد. او همچنین متوجه می‌شود که ارین در حال تزریق داروهای بدون برچسب به خود است؛ ارین ادعا می‌کند که این داروها برای دیابت است. روبی نگرانی‌های خود را با وکیل اموال و صندوق امانت والدینش، «آلوین بگ‌لایتر»، در میان می‌گذارد، اما بگ‌لایتر که از دوران پیش از مرگ والدین، از روحیهٔ نافرمان و سابقهٔ سرقت علمی روبی مطلع است، حرف‌هایش را جدی نمی‌گیرد. روبی از او می‌خواهد خدمات اجتماعی وارد عمل شوند، اما مددکار اجتماعی‌ای که از خانه بازدید می‌کند فریب اطمینان‌بخشی‌های زوج گلس را می‌خورد.
روبی در میان زباله‌ها، کارت‌پستالی از دایی دورافتاده‌اش، «جک ایوری»، از شیکاگو پیدا می‌کند که هرگز به او نشان داده نشده بود و حاوی اطلاعات تماس اوست. همچنین نامه‌ای از مدرسهٔ خصوصی می‌یابد که نشان می‌دهد زوج گلس نام خواهر و برادر را از مدرسه خارج کرده‌اند و شهریهٔ بیش از ۳۰ هزار دلاری را برای خود برداشته‌اند. تری به نزول‌خورها بدهکار است و ارین به شدت به مواد مخدر وابسته است؛ او اعتیادش را از طریق تقلب نسخه و دزدی دارو از محل کارش تأمین می‌کند. هدف آن‌ها دستیابی به صندوق امانت بچه‌ها به ارزش ۴ میلیون دلار است.
روبی مقاله‌ای آنلاین می‌خواند که در آن نوشته شده پدرش هنگام تصادف پشت فرمان یک بی‌ام‌و بوده، در حالی‌که او صاحب یک ساب بوده است. روبی متوجه می‌شود که خودروی آسیب‌دیده‌ای مشابه خودروی پدرش در نمایشگاه تری وجود دارد، و بی‌ام‌و‌ای که پدر و مادرش هنگام تصادف سوارش بودند، به نام شرکت تری ثبت شده بود. پس از آن‌که نزول‌خورها فشار بیشتری برای بازپرداخت بدهی وارد می‌کنند، تری سعی می‌کند از طریق متولی حساب صندوق امانت پول بگیرد، اما درخواستش رد می‌شود. در ادامه، نامه‌ای از مدرسهٔ خصوصی که روبی برای متولی فکس کرده بود به او نشان داده می‌شود و دربارهٔ نیات واقعی تری نسبت به پول شک ایجاد می‌کند. مدتی بعد، روبی توسط معاون مدرسه احضار می‌شود چون انشایی که تری ظاهراً برای جلب نظر معلمان به نام او نوشته بود، سرقت ادبی بوده است، و آیندهٔ او در مدرسه در هاله‌ای از ابهام قرار می‌گیرد.
آن شب، روبی بروشوری برای یک مدرسهٔ شبانه‌روزی دخترانه پیدا می‌کند. پس از آن‌که زوج گلس به خواب می‌روند، او سعی می‌کند همراه رت با جگوار تری فرار کند، اما به‌خاطر رانش زمین پلیس آن‌ها را متوقف می‌کند. تری و ارین بچه‌ها را پیدا کرده و به خانه برمی‌گردانند. روبی دوباره سعی به فرار می‌کند، اما تری او را کتک می‌زند و ارین با دارو بیهوشش می‌کند. پس از آن‌که محل کار ارین به وابستگی او به مواد مخدر و دزدی پی می‌برد، مجوز پزشکی او برای همیشه باطل می‌شود. ارین که پریشان و سرخورده است، با مصرف بیش از حد باقی‌ماندهٔ مواد، خودکشی می‌کند.
روبی پس از به‌هوش‌آمدن متوجه می‌شود که جنازهٔ ارین کنار او در رختخواب است. تری بچه‌ها را در زیرزمین زندانی می‌کند و در جگوار خود دست‌کاری می‌کند تا اگر دوباره با آن بخواهند فرار کنند، دچار سانحه شوند. خواهر و برادر از زیرزمین می‌گریزند و در حال فرارند که آقای بگ‌لایتر برای صحبت با تری وارد خانه می‌شود. او که پیش از این گزارش‌های روبی را به تری منتقل می‌کرده، پس از تماس بانک دربارهٔ تحقیقات مربوط به سرپرستی قانونی، مشکوک شده است. در این لحظه نزول‌خورها سر می‌رسند و تری وانمود می‌کند که بدهی‌اش تقصیر بگ‌لایتر است. آن‌ها بگ‌لایتر را با چاقو می‌زنند و دو خودرو از تری را توقیف می‌کنند. روبی که شنیده بود تری از آن‌ها خواهش می‌کرد به‌جای جگوار، ولوو را ببرند، مخفیانه لاستیک‌های ولوو را پنچر می‌کند. در نتیجه، آن‌ها مجبور می‌شوند جگوار را با خود ببرند، در حالی‌که تری نیز همراه‌شان است. به‌خاطر دست‌کاری تری، آن‌ها کنترل جگوار را از دست می‌دهند و در نهایت با فراری تصادف می‌کنند و حادثه‌ای مرگبار رقم می‌زنند.
خواهر و برادر پیاده فرار می‌کنند و توسط یک افسر پلیس سوار می‌شوند. در مسیر، افسر متوجه صحنهٔ تصادف می‌شود و توقف می‌کند. تری از پشت سر افسر را بیهوش می‌کند. سپس، در حالی که به شدت مجروح شده، به‌سوی روبی و رت می‌رود و اسلحه‌ای پنهان دارد. روبی پشت فرمان می‌نشیند و با خودرو به او می‌زند و او را می‌کشد.
در پایان، روبی و رت به‌همراه دایی جک بر سر مزار پدر و مادرشان گل می‌گذارند و سپس با او برای زندگی جدیدی راهی شیکاگو می‌شوند.

## بازیگران
- لیلی سوبیسکی
- دایان لین
- استلان اسکارشگورد
- مایکل اوکیف
- تره‌ور مورگن
- بروس درن
- کتی بیکر
- کریس نوت
- گاوین اوکانر